# Ilex dipyrena
{{#ifeq:0|0|{{#if:Ilex dipyrena|{{#if:|[[]}}|[[]]}}}}
Ilex dipyrena — вид квіткових рослин з родини падубових.

## Морфологічна характеристика

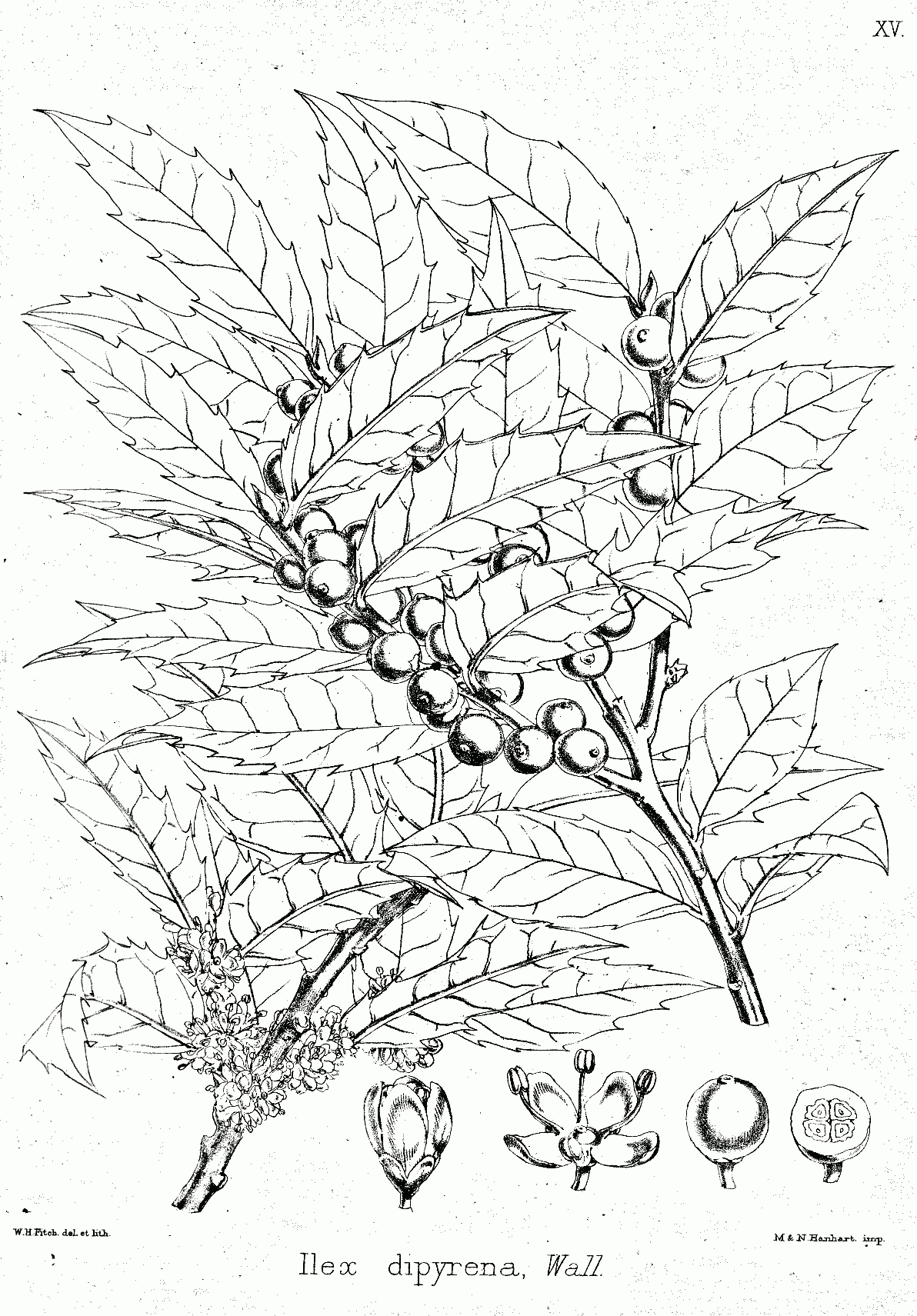

Це дерево невеликого та середнього розміру. Кора темно-сіра, шорстка. Пагони й гілочки запушені, голі. Листки чергові. Ніжка листка 2–4 мм, дрібно запушена. Листова пластина гола і блискуча зверху, еліптично-ланцетна, 6.5–12 × 2.6–3.7 см, край остистий, потовщений і злегка закручений, іноді цільний (у старих листків). Квітки дво- чи одностатеві, у пазушних кулястих пучках, білувато-зелені, 4-членні, приквітків 2, трикутно-яйцеподібні, ± 1 мм завдовжки, запушені. Пелюстки обернено-яйцеподібні, біля основи зрощені, у жіночих квіток вільні. Кістянка куляста, червона, 10–12 мм. Квітне та плодить у квітні — червні.

## Поширення
Ареал: північний схід Пакистану, північна Індія, Непал, М'янма, південь Китаю. Населяє вічнозелені, широколистяні ліси, змішані ліси, чагарникові ділянки, долини, узбіччя доріг тощо.

## Використання
Чай з листя використовують як жарознижувальний засіб.